# Carlos Guilherme de Hesse-Darmstadt
Carlos Guilherme de Hesse-Darmstadt (17 de junho de 1693 - 17 de maio de 1707) foi um nobre alemão.

## Família
Carlos era o terceiro filho do primeiro casamento do conde Ernesto Luís de Hesse-Darmstadt com a marquesa Doroteia Carlota de Brandemburgo-Ansbach. Os seus avós paternos eram o conde Luís VI de Hesse-Darmstadt e a duquesa Isabel Doroteia de Saxe-Gota-Altemburgo. Os seus avós maternos eram o marquês Alberto II de Brandemburgo-Ansbach e a condessa Sofia Margarida de Oettingen-Oettingen.

## Vida
Quando Carlos Guilherme tinha quatro anos de idade foi nomeado coronel do recém-criado regimento do Landgraviato de Hesse-Darmstadt, pelo seu pai. Dois anos depois começou a sua educação com Johann Konrad Dippel em Gießen para onde a família do conde tinha fugido devido ao avanço das tropas francesas.
Carlos morreu aos treze anos de idade durante a Guerra de Sucessão Espanhola e o seu irmão, o príncipe Francisco Ernesto de Hesse-Darmstadt tomou o seu lugar no regimento.